# Thomson (unidad)

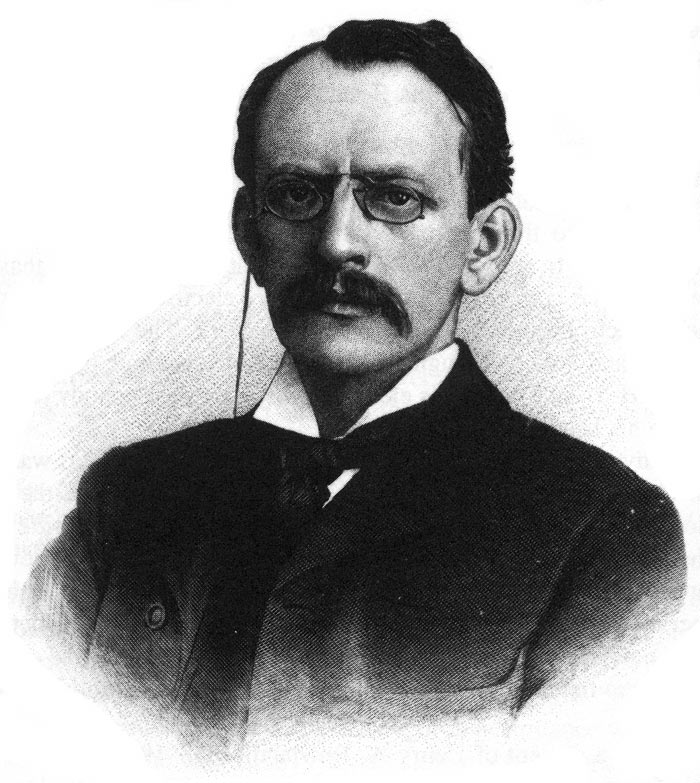
Esta es una foto del científico Thomson de él el nombre de la medida y del modelo atómico

El thomson (símbolo: Th) es una unidad que no aparece frecuentemente en la literatura científica. Está relacionada con el campo de la espectrometría de masas como una unidad de relación masa-carga. Fue propuesta por Cooks y Rockwood en honor de J. J. Thomson, quien midió la relación de masa-carga de electrones e iones.

## Definición
El thomson es definido como:
{\displaystyle 1~\mathrm {Th} =1~{\frac {\mathrm {u} }{e}}=1~{\frac {\mathrm {Da} }{e}}=1.036426\times 10^{-8}\,\mathrm {kg\,C^{-1}} }
donde u representa la unidad de masa atómica unificada, Da representa la unidad dalton, y e representa la carga eléctrica elemental, es decir, la unidad de carga eléctrica en el sistema de unidades atómico.
Por ejemplo, el ion C7H72+ tiene una masa de 91 Da. Su número de carga es +2; y por lo tanto su carga es 2e. El ion será observado con 45,5 Th en un espectrómetro de masas. 
El thomson permite valores negativos para iones cargados negativamente. Por ejemplo, el anión benzoato sería observado no como m/z 121, sino como −121 Th debido a que su carga es −e.

## Uso
El thomson ha sido utilizado por algunos espectrometristas de masas, como por ejemplo Alexander Makarov —el inventor del Orbitrap— en un cartel científico, artículos,
y (notablemente) en un libro. La revista Rapid Communications in Mass Spectrometry (en la que apareció el artículo original) declaraba que "El thomson (Th) puede ser utilizado para tales propósitos como unidad de relación masa-carga, a pesar de que no esta aprobado actualmente por la IUPAP o la IUPAC." Aun así, el término se ha calificado como "polémico" por el antiguo editor en Jefe de la revista (en una revisión del texto de Hoffman anteriormente citado). En el libro "Mass Spectrometry Desk Reference" (Referencia de Escritorio de Espectrometría de Masas), se argumenta contra el uso del thomson. Aun así, el editor-en-jefe de la Revista de la Sociedad de Espectrometría de Masas de Japón ha escrito un editorial apoyando el thomson como unidad.
El thomson no es una unidad del SI, ni ha sido definido por la IUPAC.
Desde 2013, el Thomson es desaconsejado por la IUPAC (Definiciones de los términos Relacionados con la Espectrometría de Masas). Desde 2014, la revista Rapid Communications in Mass Spectrometry considera el thomson como un "término que debe ser evitado en publicaciones sobre espectrometría de masas."